# Kobiljane
Kobiljane (bulgariska: Кобиляне) är ett distrikt i Bulgarien.   Det ligger i kommunen Obsjtina Kărdzjali och regionen Kărdzjali, i den södra delen av landet, 200 km sydost om huvudstaden Sofia.